# Cezaria
Cezaria – żeński odpowiednik imion męskich Cezary i Cezariusz, alternatywny odpowiednik imienia żeńskiego Cezaryna.
Cezaria imieniny obchodzi 12 stycznia.
Znane osoby noszące imię Cezaria:
- Cezaria Baudouin de Courtenay Ehrenkreutz Jędrzejewiczowa, uczona polska, etnolog i historyk sztuki;
- Cesária Évora – piosenkarka światowej sławy;
- Cezaria Iljin-Szymańska — polska architektka, działaczka podziemia, żona Hubalczyka ps. Sęp, kapitana saperów AK, Marka Szymańskiego.